# Malondialdeído
Malondialdeído (MDA), dialdeído malônico ou propanodial é o composto orgânico com a fórmula CH2(CHO)2. A estrutura desta espécie reativa é mais complexa que sua fórmula sugere. Ocorre naturalmente e é um marcador para stress oxidativo.

## Estrutura e síntese
Malondialdeído existe principalmente na forma enol:
CH2(CHO)2   →  HOCH=CH-CHO
Em solventes orgânicos, o isômero cis é favorecido, enquanto em água o isômero trans predomina.  